# تامی گاردنر
تامی گاردنر (به انگلیسی: Tommy Gardner) بازیکن فوتبال زادهٔ ۲۸ مه ۱۹۱۰ اهل کشور انگلستان که سابقهٔ بازی در تیم ملی فوتبال انگلستان را در کارنامهٔ خود دارد. وی در تاریخ ۱۶ مه ۱۹۳۴ نخستین بازی ملی خود را در مقابل تیم ملی فوتبال چکسلواکی انجام داد و با حضور در ۲ بازی ملی، در تاریخ ۱۸ مه ۱۹۳۵ واپسین بازی ملی‌اش را در برابر تیم ملی فوتبال هلند برگزار کرد.